# Evžen Hadamczik
Evžen Hadamczik [ˈɛvʒɛn ˈhadamtʃɪk] (* 28. Oktober 1939 in Dolní Benešov; † 19. September 1984 in Ostrava) war ein tschechischer Fußballspieler und -trainer. Mit Baník Ostrava wurde er 1980 und 1981 tschechoslowakischer Meister.

## Spieler
Evžen Hadamczik spielte in seiner Jugend für Spartak Dolní Benešov und Sokol Kravaře. Seinen Wehrdienst absolvierte er bei Dukla Cheb. Nach einer Verletzung musste er seine aktive Laufbahn schon mit 22 Jahren beenden und wurde Trainer.

## Trainer
Seine erste Station war von 1963 bis 1970 Spartak Dolní Benešov, das er in die vierte Liga führte. Von 1970 bis 1977 arbeitete er bei Ostroj Opava, mit dem er die zweite Liga erreichte.
Anfang 1978 übernahm Hadamczik den Trainerposten bei Baník Ostrava. Er bewahrte die Mannschaft vor dem Abstieg und gewann mit ihr den tschechoslowakischen Pokal. In der folgenden Saison drang Baník bis ins Halbfinale des Europapokals der Pokalsieger vor und wurde tschechoslowakischer Vizemeister. Zudem gewann das Team den tschechischen Pokal. In den nächsten beiden Spielzeiten wurde Ostrava jeweils Landesmeister. 1980/81 gelang der Sprung in das Viertelfinale des Landesmeisterpokals. 1981/82 und 1982/83 wurde Baník Ostrava jeweils Vizemeister. Dennoch wurde Hadamczik durch Stanislav Jarábek ersetzt. Zuvor hatte er ein Angebot von Rapid Wien bekommen, erhielt aber keine Freigabe.
Von 1982 bis 1984 betreute Hadamczik die tschechoslowakische Olympiamannschaft, außerdem war er in einem Spiel auch für die Nationalmannschaft zuständig. Am 23. August 1984 unterlag die ČSSR im Erfurter Steigerwaldstadion der DDR mit 1:2.

## Tod
Evžen Hadamczik erhängte sich am 19. September 1984 in seiner Garage in Ostrava.

## Erfolge
- Tschechoslowakischer Meister: 1979/80, 1980/81
- Tschechoslowakischer Pokalsieger: 1977/78
- Tschechischer Pokalsieger: 1978/79

## Sonstiges
Jedes Jahr veranstaltet der FC Baník Ostrava ein internationales Jugendturnier im Hallenfußball, das Memoriál Evžena Hadamczika.
Evžens Bruder Alois Hadamczik ist Eishockeytrainer und unter anderem seit 2010 zuständig für die tschechische Eishockeynationalmannschaft.